# Langon-sur-Cher
Pour les articles homonymes, voir Langon.
Langon-sur-Cher (anciennement Langon jusque fin 2017) est une commune française située dans le département de Loir-et-Cher en région Centre-Val de Loire.

## Géographie

### Localisation et communes limitrophes
La commune de Langon-sur-Cher se trouve au sud du département de Loir-et-Cher, dans la petite région agricole de la Grande Sologne,. À vol d'oiseau, elle se situe à 50,3 km  de Blois, préfecture du département, à 10,2 km de Romorantin-Lanthenay, sous-préfecture, et à 20,3 km de Selles-sur-Cher, chef-lieu du canton de Selles-sur-Cher dont dépend la commune depuis 2015. La commune fait en outre partie du bassin de vie de Romorantin-Lanthenay.
Les communes les plus proches sont : 
Saint-Loup (2,5 km), Mennetou-sur-Cher (3,7 km), Saint-Julien-sur-Cher (4 km), Villefranche-sur-Cher (4,2 km), Maray (6,3 km), Châtres-sur-Cher (6,7 km), La Chapelle-Montmartin (6,7 km), Thénioux (8,3 km) (Cher) et Villeherviers (9,1 km).
Le bourg de Langon s'étend sous la forme d'un village-rue. Il est délimité par la voie ferrée au nord et par la route nationale 76 au sud. Au-delà s'étendent d'un côté en direction de Romorantin-Lanthenay le plateau solognot qui est le domaine de la sylviculture où se situent plusieurs hameaux de la commune tel celui des Tréchis  et de l'autre la plaine  du Cher en grande partie inondable et domaine de la culture céréalière où est situé le canal du Berry.

### Paysages et relief
Dans le cadre de la Convention européenne du paysage, adoptée le 20 octobre 2000 et entrée en vigueur en France le 1er juillet 2006, un atlas des paysages de Loir-et-Cher a été élaboré en 2010 par le CAUE de Loir-et-Cher, en collaboration avec la DIREN Centre (devenue DREAL en 2011), partenaire financier. Les paysages du département s'organisent ainsi en huit grands ensembles et 25 unités de paysage,. La commune fait partie de l'unité de paysage de « la Grande Sologne », dans la Sologne.
À l'échelle régionale, le très important taux de boisement de la Sologne en fait une sorte de gigantesque île de verdure au cœur d'un océan de cultures, entre Beauce et Champagne Berrichonne. La Grande Sologne, localisée au sud-est, entre les vallées de la Loire et du Cher, occupe à elle seule un tiers environ du Loir-et-Cher. Elle déborde ses limites en s'étendant sur le Loiret et le Cher, rejoignant la Forêt d'Orléans au nord-est et couvrant la plus grande partie du coude de la Loire jusqu'aux portes de Bourges, au sud.
L'altitude du territoire communal varie de 82 mètres à 130 mètres,.

### Hydrographie

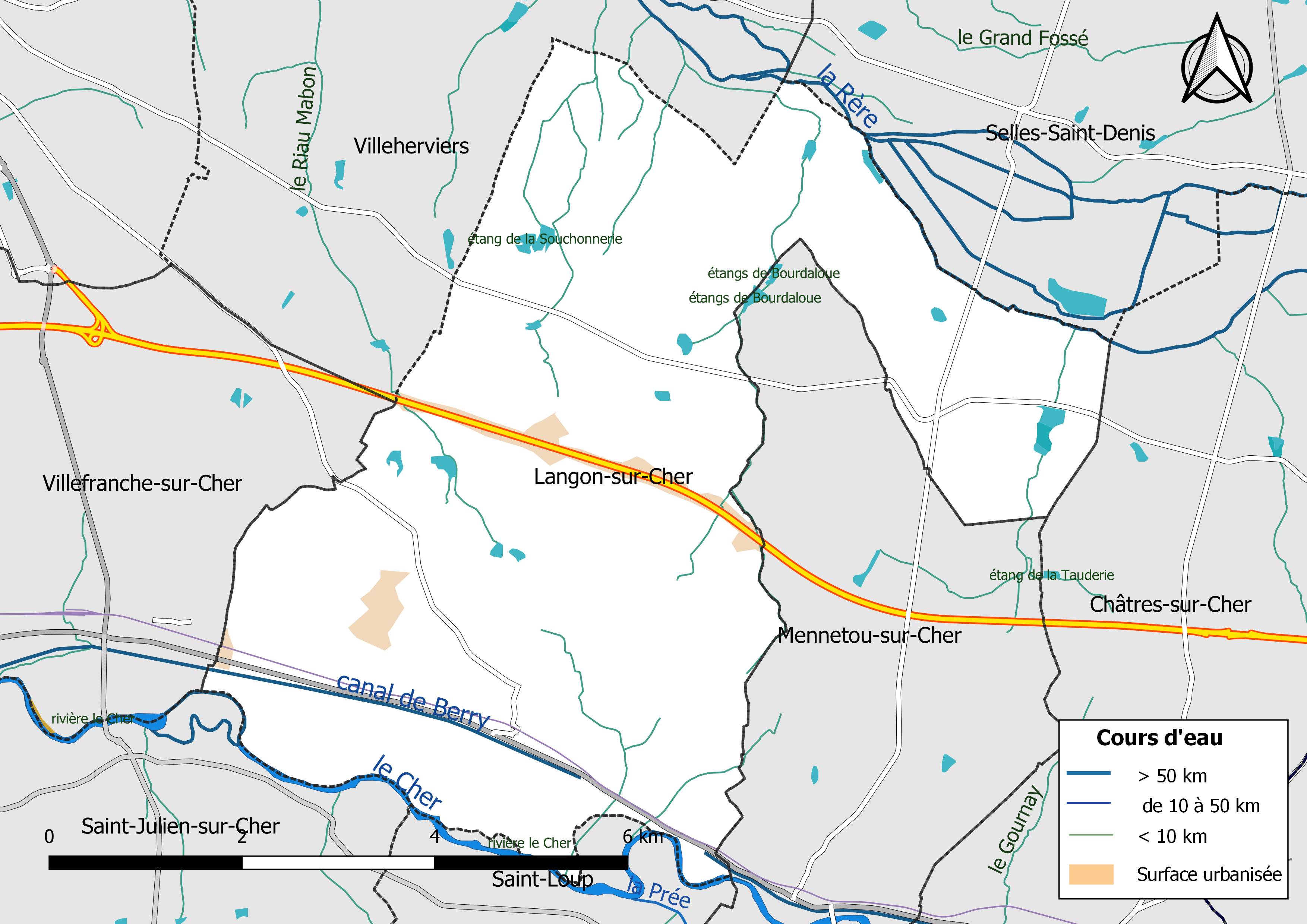
Réseau hydrographique de Langon-sur-Cher.

La commune est drainée par le canal de Berry (4,321 km), le Cher (0,968 km), la Rère (0,342 km) et par divers petits cours d'eau, constituant un réseau hydrographique de 31,12 km de longueur totale.
Le canal de Berry (d'abord « canal du Cher », puis « canal du duc de Berry » avant de prendre en 1830 son nom actuel) avait une longueur de 320 km. Réalisé entre 1808 et 1840, il a été utilisé jusqu'en 1945 puis a été déclassé et aliéné en 1955.
Le Cher, d'une longueur totale de 365,5 km, prend sa source dans la commune de Mérinchal (Creuse) et se jette  dans la Loire à Cinq-Mars-la-Pile (Indre-et-Loire), après avoir traversé 117 communes.
La Rère traverse la commune d'est en ouest. D'une longueur totale de 53,5 km, elle prend sa source dans la commune de Presly (Cher) et se jette  dans la Sauldre à Villeherviers (Loir-et-Cher), après avoir traversé 9 communes.
Sur le plan piscicole, ces cours d'eau sont classés en deuxième catégorie, où le peuplement piscicole dominant est constitué de poissons blancs (cyprinidés) et de carnassiers (brochet, sandre et perche).

### Climat
Pour des articles plus généraux, voir Climat du Centre-Val de Loire et Climat de Loir-et-Cher.
En 2010, le climat de la commune est de type climat océanique dégradé des plaines du Centre et du Nord, selon une étude du CNRS s'appuyant sur une série de données couvrant la période 1971-2000. En 2020, Météo-France publie une typologie des climats de la France métropolitaine dans laquelle la commune est exposée à un climat océanique altéré et est dans la région climatique Centre et contreforts nord du Massif Central, caractérisée par un air sec en été et un bon ensoleillement.
Pour la période 1971-2000, la température annuelle moyenne est de 11,3 °C, avec une amplitude thermique annuelle de 15,3 °C. Le cumul annuel moyen de précipitations est de 690 mm, avec 11 jours de précipitations en janvier et 6,7 jours en juillet. Pour la période 1991-2020, la température moyenne annuelle observée sur la station météorologique de Météo-France la plus proche, « Romorantin-Pruniers », sur la commune de Gièvres à 12 km à vol d'oiseau, est de 11,6 °C et le cumul annuel moyen de précipitations est de 695,7 mm,. Pour l'avenir, les paramètres climatiques de la commune estimés pour 2050 selon différents scénarios d'émission de gaz à effet de serre sont consultables sur un site dédié publié par Météo-France en novembre 2022.

### Milieux naturels et biodiversité

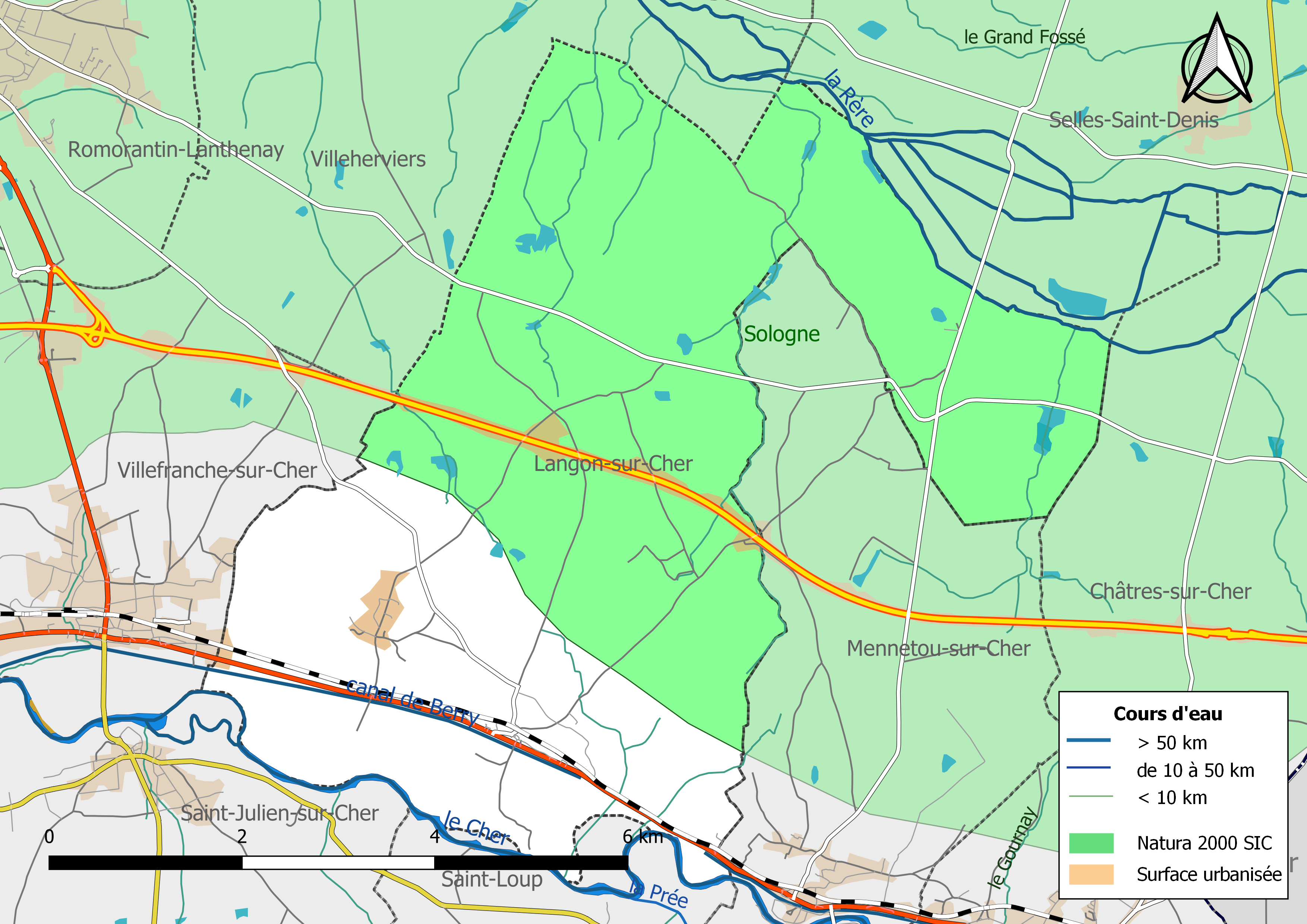
Carte du site Natura 2000 la « Sologne ».

Le réseau Natura 2000 est un réseau écologique européen de sites naturels d'intérêt écologique élaboré à partir des Directives « Habitats » et « Oiseaux ». Ce réseau est constitué de Zones spéciales de conservation (ZSC) et de Zones de protection spéciale (ZPS). Dans les zones de ce réseau, les États membres s'engagent à maintenir dans un état de conservation favorable les types d'habitats et d'espèces concernés, par le biais de mesures réglementaires, administratives ou contractuelles. L'objectif est de promouvoir une gestion adaptée des habitats tout en tenant compte des exigences économiques, sociales et culturelles, ainsi que des particularités régionales et locales de chaque État membre. Les activités humaines ne sont pas interdites, dès lors que celles-ci ne remettent pas en cause significativement l'état de conservation favorable des habitats et des espèces concernés. Une partie du territoire communal est incluse dans le site Natura 2000 : la « Sologne », d'une superficie de 346 184 ha.

## Urbanisme

### Typologie
Au 1er janvier 2024, Langon-sur-Cher est catégorisée commune rurale à habitat dispersé, selon la nouvelle grille communale de densité à sept niveaux définie par l'Insee en 2022.
Elle est située hors unité urbaine. Par ailleurs la commune fait partie de l'aire d'attraction de Romorantin-Lanthenay, dont elle est une commune de la couronne,. Cette aire, qui regroupe 29 communes, est catégorisée dans les aires de moins de 50 000 habitants,.

### Occupation des sols
L'occupation des sols est marquée par l'importance des espaces agricoles et naturels (96,8 %). La répartition détaillée ressortant de la base de données européenne d'occupation biophysique des sols Corine Land Cover millésimée 2012 est la suivante : 
terres arables (11,6 %), 
cultures permanentes (0,6 %), 
zones agricoles hétérogènes (15,4 %), 
prairies (3,5 %), 
forêts (65,2 %), 
milieux à végétation arbustive ou herbacée (0,7 %), 
zones urbanisées (1 %), 
espaces verts artificialisés non agricoles (0,5 %), 
zones industrielles et commerciales et réseaux de communication (1,7 %), 
eaux continentales (0,5 %).

### Planification
En matière de planification, la commune disposait en 2017 d'une carte communale approuvée.

### Habitat et logement
Le tableau ci-dessous présente la typologie des logements à Langon-sur-Cher en 2016 en comparaison avec celle du Loir-et-Cher et de la France entière. Une caractéristique marquante du parc de logements est ainsi une proportion de résidences secondaires et logements occasionnels (14,9 %) inférieure à celle du département (18 %) mais supérieure à celle de la France entière (9,6 %). Concernant le statut d'occupation de ces logements, 79,9 % des habitants de la commune sont propriétaires de leur logement (76,9 % en 2011), contre 68,1 % pour le Loir-et-Cher et 57,6 pour la France entière.
|                                                         | Langon-sur-Cher | Loir-et-Cher | France entière |
| ------------------------------------------------------- | --------------- | ------------ | -------------- |
| Résidences principales (en %)                           | 72,2            | 74,5         | 82,3           |
| Résidences secondaires et logements occasionnels (en %) | 14,9            | 18           | 9,6            |
| Logements vacants (en %)                                | 12,9            | 7,5          | 8,1            |

### Risques majeurs
Le territoire communal de Langon-sur-Cher est vulnérable à différents aléas naturels : inondations (par débordement du Cher ou par ruissellement), climatiques (hiver exceptionnel ou canicule), feux de forêts, mouvements de terrains ou sismique (sismicité très faible)8 avril 20208 avril 2020
Il est également exposé à un risque technologique :  le transport de matières dangereuses,.

#### Risques naturels

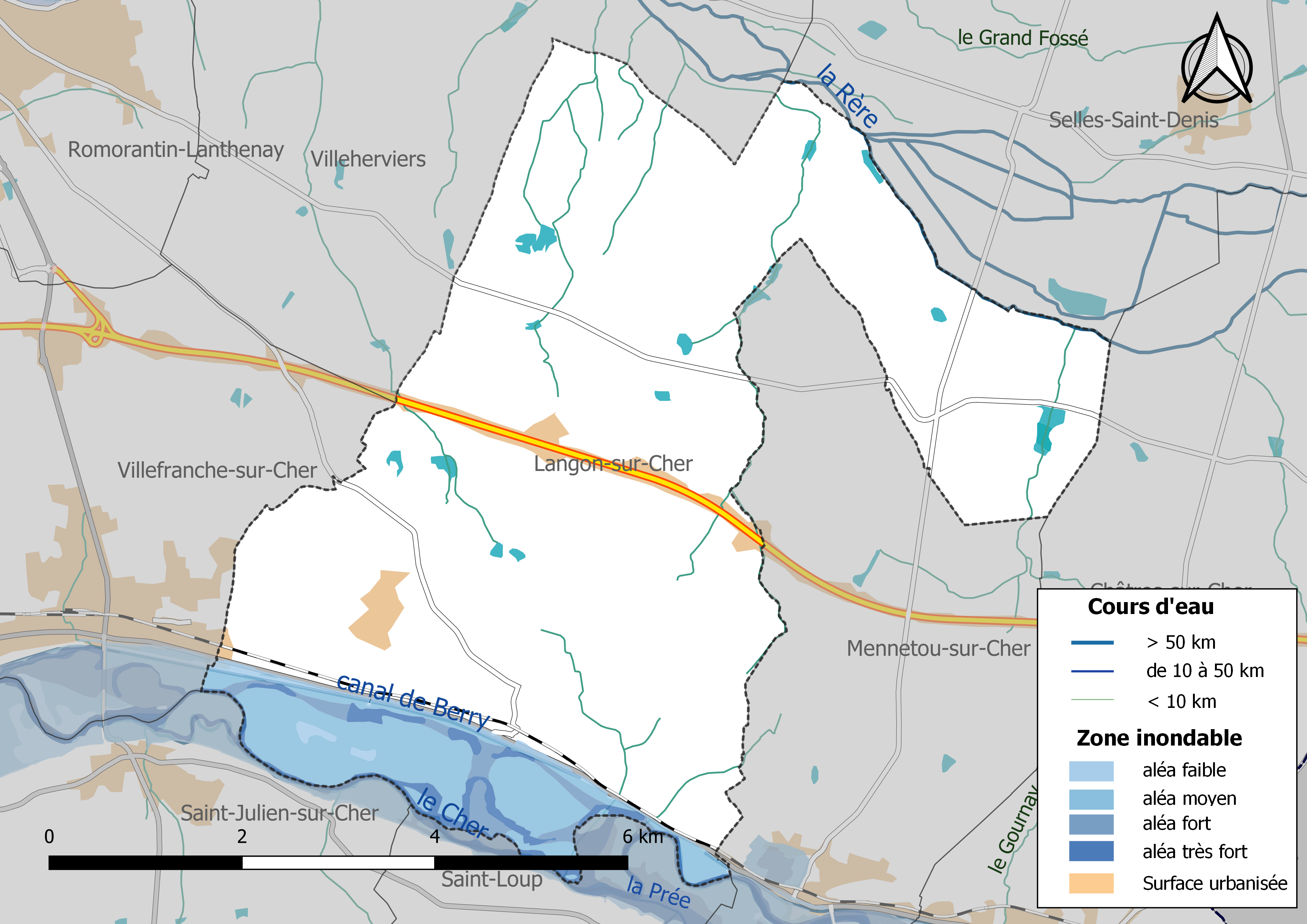
Zones inondables de la commune de Langon-sur-Cher.

Les mouvements de terrains susceptibles de se produire sur la commune sont soit liés au retrait-gonflement des argiles, soit des chutes de blocs, soit des glissements de terrains, soit des effondrements liés à des cavités souterraines. Le phénomène de retrait-gonflement des argiles est la conséquence d'un changement d'humidité des sols argileux. Les argiles sont capables de fixer l'eau disponible mais aussi de la perdre en se rétractant en cas de sécheresse. Ce phénomène peut provoquer des dégâts très importants sur les constructions (fissures, déformations des ouvertures) pouvant rendre inhabitables certains locaux. La carte de zonage de cet aléa peut être consultée sur le site de l'observatoire national des risques naturels Georisques. Une autre carte permet de prendre connaissance des cavités souterraines localisées sur la commune.
Les crues du Cher sont moins importantes que celles de la Loire, mais elles peuvent provoquer des dégâts importants. Les crues historiques sont celles de 1856 (5 m à l'échelle de Noyers-sur-Cher), 1940 (4,03 m) et 1977 (3,58 m). Le débit maximal historique est de 1 560 m3/s et caractérise une crue de retour supérieur à cent ans pour Montrichard Val de Cher. Le risque d'inondation est pris en compte dans l'aménagement du territoire de la commune par le biais du Plan de prévention du risque inondation (PPRI) du Cher.

#### Risques technologiques
Le risque de transport de marchandises dangereuses sur la commune est lié à sa traversée par une route à fort trafic et une canalisation de transport de gaz. Un accident se produisant sur de telles infrastructures est en effet susceptible d'avoir des effets graves au bâti ou aux personnes jusqu'à 350 m, selon la nature du matériau transporté. Des dispositions d'urbanisme peuvent être préconisées en conséquence.

## Toponymie
Le nom de Langon proviendrait d'un propriétaire gaulois, nommé Alingos, se déformant en Langon. Une sépulture de cette époque a été découverte en 1910 mais a été détruite depuis.
C'est le 22 décembre 2017 que la commune adopta, pour se différencier des 3 villages homonymes, le nom unique de Langon-sur-Cher.

## Histoire

### Révolution française et Empire

#### Nouvelle organisation territoriale
Le décret de l'Assemblée nationale du 12 novembre 1789 décrète qu'« il y aura une municipalité dans chaque ville, bourg, paroisse ou communauté de campagne », mais ce n'est qu'avec le décret de la Convention nationale du 10 brumaire an II (31 octobre 1793) que la paroisse de Langon devient formellement « commune de Langon »,.
En 1790, dans le cadre de la création des départements, la municipalité est rattachée au canton de Mennetou et au district de Romorantin. Les cantons sont supprimés, en tant que découpage administratif, par une loi du 26 juin 1793, et ne conservent qu'un rôle électoral, permettant l'élection des électeurs du second degré chargés de désigner les députés,. La Constitution du 5 fructidor an III, appliquée à partir de vendémiaire an IV (1795) supprime les districts, considérés comme des rouages administratifs liés à la Terreur, mais maintient les cantons qui acquièrent dès lors plus d'importance en retrouvant une fonction administrative. Enfin, sous le Consulat, un redécoupage territorial visant à réduire le nombre de justices de paix ramène le nombre de cantons en Loir-et-Cher de 33 à 24. Langon est alors rattachée au canton de Mennetou et à l'Arrondissement de Blois par arrêté du 5 vendémiaire an X (26 septembre 1801),,. Cette organisation va rester inchangée pendant près de 150 ans.

### Époque contemporaine
En 1949, une gare ferroviaire y est construite, sur la ligne de Vierzon à Tours.
Par délibération du conseil municipal du 22 octobre 2015 et en vertu d'un décret du 22 décembre 2017, la commune de Langon prend le nom de Langon-sur-Cher.

## Politique et administration

### Découpage territorial
La commune de Langon-sur-Cher est membre de la communauté de communes du Romorantinais et du Monestois, un établissement public de coopération intercommunale (EPCI) à fiscalité propre créé le 1er janvier 2009.
Elle est rattachée sur le plan administratif à l'arrondissement de Romorantin-Lanthenay, au département de Loir-et-Cher et à la région Centre-Val de Loire, en tant que circonscriptions administratives. Sur le plan électoral, elle est rattachée au canton de Selles-sur-Cher depuis 2015 pour l'élection des conseillers départementaux et à la deuxième circonscription de Loir-et-Cher pour les élections législatives.

### Politique et administration municipale

#### Conseil municipal et maire
Le conseil municipal de Langon-sur-Cher, commune de moins de 1 000 habitants, est élu au scrutin majoritaire plurinominal avec listes ouvertes et panachage. Compte tenu de la population communale, le nombre de sièges au conseil municipal est de 15. Le maire, à la fois agent de l'État et exécutif de la commune en tant que collectivité territoriale, est élu par le conseil municipal au scrutin secret lors de la première réunion du conseil suivant les élections municipales, pour un mandat de six ans, c'est-à-dire pour la durée du mandat du conseil.
| Période                                  | Période  | Identité            | Étiquette | Qualité                                   |
| ---------------------------------------- | -------- | ------------------- | --------- | ----------------------------------------- |
| mars 2014                                | mai 2020 | Jean-Pierre Autrive |           | Retraité de la fonction publique          |
| mai 2020                                 | En cours | Dominique Retif,    |           | Ingénieur ou cadre technique d'entreprise |
| Les données manquantes sont à compléter. |          |                     |           |                                           |

## Équipements et services

### Eau et assainissement
L'organisation de la distribution de l'eau potable, de la collecte et du traitement des eaux usées et pluviales relève des communes. La compétence eau et assainissement des communes est un service public industriel et commercial (SPIC).

#### Alimentation en eau potable
Le service d'eau potable comporte trois grandes étapes : le captage, la potabilisation et la distribution d'une eau potable conforme aux normes de qualité fixées pour protéger la santé humaine. En 2019, la commune est membre du syndicat intercommunal à vocation multiple du canton de Mennetou-sur-Cher qui assure le service en le délégant à une entreprise privée, Veolia dont le contrat arrive à échéance le 31 décembre 2020.

#### Assainissement des eaux usées
En 2019, la gestion du service d'assainissement collectif de la commune de Langon-sur-Cher est assurée par le syndicat intercommunal à vocation multiple du canton de Mennetou-sur-Cher. Cet établissement public a délégué le service à une entreprise privée, Veolia, dont le contrat arrive à échéance le 31 décembre 2027.
Une station de traitement des eaux usées est en service au 1er janvier 2019 sur le territoire communal : 
« Route Des Trechis », un équipement utilisant la technique du lagunage naturel, avec prétraitement, .des disques biologiques, dont la capacité est de 800 EH , mis en service le 1er janvier 1989.
L'assainissement non collectif (ANC) désigne les installations individuelles de traitement des eaux domestiques qui ne sont pas desservies par un réseau public de collecte des eaux usées et qui doivent en conséquence traiter elles-mêmes leurs eaux usées avant de les rejeter dans le milieu naturel. Le Syndicat intercommunal à vocation multiple du canton de Mennetou-sur-Cher assure pour le compte de la commune le service public d'assainissement non collectif (SPANC), qui a pour mission de vérifier la bonne exécution des travaux de réalisation et de réhabilitation, ainsi que le bon fonctionnement et l'entretien des installations.

### Sécurité, justice et secours
La sécurité de la commune est assurée par la brigade de gendarmerie de Mennetou-sur-Cher qui dépend du groupement de gendarmerie départementale de Loir-et-Cher installé à Blois.
En matière de justice, Langon-sur-Cher relève du conseil de prud'hommes de Blois, de la Cour d'appel d'Orléans (juridiction de Blois), de la Cour d'assises de Loir-et-Cher, du tribunal administratif de Blois, du tribunal de commerce de Blois et du tribunal judiciaire de Blois.

## Population et société

### Démographie

#### Évolution démographique
L'évolution du nombre d'habitants est connue à travers les recensements de la population effectués dans la commune depuis 1793. Pour les communes de moins de 10 000 habitants, une enquête de recensement portant sur toute la population est réalisée tous les cinq ans, les populations de référence des années intermédiaires étant quant à elles estimées par interpolation ou extrapolation. Pour la commune, le premier recensement exhaustif entrant dans le cadre du nouveau dispositif a été réalisé en 2005.

En 2022, la commune comptait 826 habitants, en évolution de +2,1 % par rapport à 2016 (Loir-et-Cher : −1,15 %, France hors Mayotte : +2,11 %).
| 1793 | 1800 | 1806 | 1821 | 1831 | 1836 | 1841 | 1846 | 1851 |
| ---- | ---- | ---- | ---- | ---- | ---- | ---- | ---- | ---- |
| 581  | 597  | 578  | 635  | 574  | 680  | 586  | 680  | 784  |

| 1856 | 1861 | 1866 | 1872 | 1876 | 1881 | 1886 | 1891 | 1896 |
| ---- | ---- | ---- | ---- | ---- | ---- | ---- | ---- | ---- |
| 783  | 802  | 818  | 813  | 855  | 843  | 875  | 943  | 966  |

| 1901 | 1906  | 1911 | 1921 | 1926 | 1931 | 1936 | 1946 | 1954 |
| ---- | ----- | ---- | ---- | ---- | ---- | ---- | ---- | ---- |
| 927  | 1 005 | 852  | 758  | 755  | 698  | 671  | 675  | 679  |

| 1962 | 1968 | 1975 | 1982 | 1990 | 1999 | 2005 | 2006 | 2010 |
| ---- | ---- | ---- | ---- | ---- | ---- | ---- | ---- | ---- |
| 636  | 601  | 610  | 755  | 813  | 770  | 813  | 825  | 848  |

| 2015 | 2020 | 2022 | - | - | - | - | - | - |
| ---- | ---- | ---- | - | - | - | - | - | - |
| 813  | 830  | 826  | - | - | - | - | - | - |

#### Pyramide des âges
La population de la commune est relativement âgée.
En 2018, le taux de personnes d'un âge inférieur à 30 ans s'élève à 28,6 %, soit en dessous de la moyenne départementale (31,3 %). À l'inverse, le taux de personnes d'âge supérieur à 60 ans est de 32,3 % la même année, alors qu'il est de 31,6 % au niveau départemental.
En 2018, la commune comptait 430 hommes pour 388 femmes, soit un taux de 52,57 % d'hommes, largement supérieur au taux départemental (48,55 %).
Les pyramides des âges de la commune et du département s'établissent comme suit.
| Hommes | Classe d’âge | Femmes |
| ------ | ------------ | ------ |
| 1,1    | 90 ou +      | 1,3    |
| 7,3    | 75-89 ans    | 8,6    |
| 24,1   | 60-74 ans    | 22,1   |
| 22,2   | 45-59 ans    | 25,1   |
| 13,1   | 30-44 ans    | 18,3   |
| 13,8   | 15-29 ans    | 11,9   |
| 18,3   | 0-14 ans     | 12,7   |

| Hommes | Classe d’âge | Femmes |
| ------ | ------------ | ------ |
| 1,1    | 90 ou +      | 2,6    |
| 9,2    | 75-89 ans    | 11,9   |
| 19,7   | 60-74 ans    | 20,4   |
| 20,7   | 45-59 ans    | 20     |
| 16,5   | 30-44 ans    | 16,2   |
| 15,2   | 15-29 ans    | 13,2   |
| 17,6   | 0-14 ans     | 15,7   |

## Économie

### Secteurs d'activité
Le tableau ci-dessous détaille le nombre d'entreprises implantées à Langon-sur-Cher selon leur secteur d'activité et le nombre de leurs salariés :
|                                                              | total | % com (% dep) | 0 salarié | 1 à 9 salarié(s) | 10 à 19 salariés | 20 à 49 salariés | 50 salariés ou plus |
| ------------------------------------------------------------ | ----- | ------------- | --------- | ---------------- | ---------------- | ---------------- | ------------------- |
| Ensemble                                                     | 49    | 100,0 (100)   | 34        | 14               | 1                | 0                | 0                   |
| Agriculture, sylviculture et pêche                           | 7     | 14,3 (11,8)   | 6         | 1                | 0                | 0                | 0                   |
| Industrie                                                    | 6     | 12,2 (6,5)    | 2         | 3                | 1                | 0                | 0                   |
| Construction                                                 | 9     | 18,4 (10,3)   | 8         | 1                | 0                | 0                | 0                   |
| Commerce, transports, services divers                        | 23    | 46,9 (57,9)   | 16        | 7                | 0                | 0                | 0                   |
| dont commerce et réparation automobile                       | 6     | 12,2 (17,5)   | 6         | 0                | 0                | 0                | 0                   |
| Administration publique, enseignement, santé, action sociale | 4     | 8,2 (13,5)    | 2         | 2                | 0                | 0                | 0                   |
| Champ : ensemble des activités.                              |       |               |           |                  |                  |                  |                     |

Le secteur du commerce, transports et services divers est prépondérant sur la commune (23 entreprises sur 49) néanmoins le secteur agricole reste important puisqu'en proportions (14,3 %), il est plus important qu'au niveau départemental (11,8 %). 
Sur les 49 entreprises implantées à Langon-sur-Cher en 2016, 34 ne font appel à aucun salarié, 14 comptent 1 à 9 salariés et 1 emploie entre 10 et 19 personnes

### Agriculture
En 2010, l'orientation technico-économique de l'agriculture sur la commune est la polyculture et le polyélevage. Le département a perdu près d'un quart de ses exploitations en 10 ans, entre 2000 et 2010 (c'est le département de la région Centre-Val de Loire qui en compte le moins). Cette tendance se retrouve également au niveau de la commune où le nombre d'exploitations est passé de 28 en 1988 à 7 en 2000 puis à 8 en 2010. Parallèlement, la taille de ces exploitations augmente, passant de 32 ha en 1988 à 72 ha en 2010. 
Le tableau ci-dessous présente les principales caractéristiques des exploitations agricoles de Langon-sur-Cher, observées sur une période de 22 ans : 
|                                      | 1988                 | 2000                 | 2010                 |
| Dimension économique                 | Dimension économique | Dimension économique | Dimension économique |
| ------------------------------------ | -------------------- | -------------------- | -------------------- |
| Nombre d'exploitations (u)           | 28                   | 7                    | 8                    |
| Travail (UTA)                        | 42                   | 7                    | 9                    |
| Surface agricole utilisée (ha)       | 885                  | 591                  | 575                  |
| Cultures                             |                      |                      |                      |
| Terres labourables (ha)              | 631                  | 360                  | s                    |
| Céréales (ha)                        | 312                  | 202                  | s                    |
| dont blé tendre (ha)                 | 37                   | 111                  | s                    |
| dont maïs-grain et maïs-semence (ha) | 203                  | s                    | s                    |
| Tournesol (ha)                       | s                    |                      |                      |
| Colza et navette (ha)                | s                    | s                    |                      |
| Élevage                              |                      |                      |                      |
| Cheptel (UGBTA)                      | 2231                 | 399                  | 515                  |

#### Produits labellisés

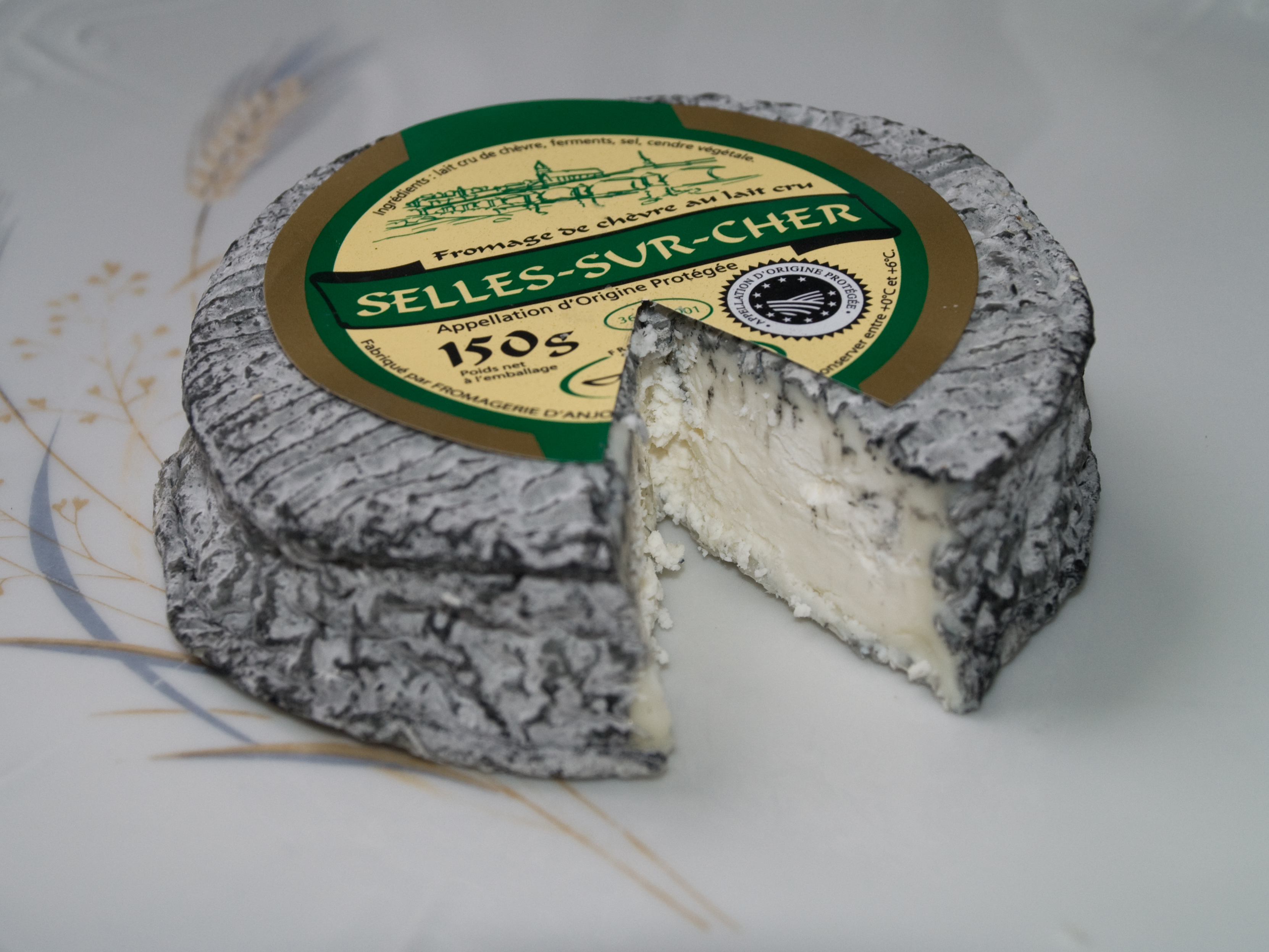
Selles-sur-cher.

La commune de Langon-sur-Cher est située dans l'aire de l'appellation d'origine protégée (AOP) d'un produit : un fromage (le Selles-sur-cher).
Le territoire de la commune est également intégré aux aires de productions de divers produits bénéficiant d'une indication géographique protégée (IGP) : le vin Val-de-loire, les volailles de l’Orléanais et les volailles du Berry,.

## Culture locale et patrimoine

### Voies
| 77 odonymes recensés à Langon-sur-Cher au 23 février 2014   | 77 odonymes recensés à Langon-sur-Cher au 23 février 2014 | 77 odonymes recensés à Langon-sur-Cher au 23 février 2014 | 77 odonymes recensés à Langon-sur-Cher au 23 février 2014 | 77 odonymes recensés à Langon-sur-Cher au 23 février 2014 | 77 odonymes recensés à Langon-sur-Cher au 23 février 2014 | 77 odonymes recensés à Langon-sur-Cher au 23 février 2014 | 77 odonymes recensés à Langon-sur-Cher au 23 février 2014 | 77 odonymes recensés à Langon-sur-Cher au 23 février 2014 | 77 odonymes recensés à Langon-sur-Cher au 23 février 2014 | 77 odonymes recensés à Langon-sur-Cher au 23 février 2014 | 77 odonymes recensés à Langon-sur-Cher au 23 février 2014 | 77 odonymes recensés à Langon-sur-Cher au 23 février 2014 | 77 odonymes recensés à Langon-sur-Cher au 23 février 2014 | 77 odonymes recensés à Langon-sur-Cher au 23 février 2014 | 77 odonymes recensés à Langon-sur-Cher au 23 février 2014 |
| Allée                                                       | Avenue                                                    | Bld                                                       | Chemin                                                    | Clos                                                      | Impasse                                                   | Montée                                                    | Passage                                                   | Place                                                     | Pont                                                      | Route                                                     | Rue                                                       | Ruelle                                                    | Voie                                                      | Autres                                                    | Total                                                     |
| ----------------------------------------------------------- | --------------------------------------------------------- | --------------------------------------------------------- | --------------------------------------------------------- | --------------------------------------------------------- | --------------------------------------------------------- | --------------------------------------------------------- | --------------------------------------------------------- | --------------------------------------------------------- | --------------------------------------------------------- | --------------------------------------------------------- | --------------------------------------------------------- | --------------------------------------------------------- | --------------------------------------------------------- | --------------------------------------------------------- | --------------------------------------------------------- |
| 0                                                           | 0                                                         | 0                                                         | 8                                                         | 0                                                         | 3                                                         | 0                                                         | 0                                                         | 2                                                         | 0                                                         | 8                                                         | 18                                                        | 1                                                         | 0                                                         | 37                                                        | 77                                                        |
| Notes « N »                                                 | Notes « N »                                               | 1. 2. 3. 4. 5.                                            | 1. 2. 3. 4. 5.                                            | 1. 2. 3. 4. 5.                                            | 1. 2. 3. 4. 5.                                            | 1. 2. 3. 4. 5.                                            | 1. 2. 3. 4. 5.                                            | 1. 2. 3. 4. 5.                                            | 1. 2. 3. 4. 5.                                            | 1. 2. 3. 4. 5.                                            | 1. 2. 3. 4. 5.                                            | 1. 2. 3. 4. 5.                                            | 1. 2. 3. 4. 5.                                            | 1. 2. 3. 4. 5.                                            | 1. 2. 3. 4. 5.                                            |
| Sources : rue-ville.info & perche-gouet.net & OpenStreetMap |                                                           |                                                           |                                                           |                                                           |                                                           |                                                           |                                                           |                                                           |                                                           |                                                           |                                                           |                                                           |                                                           |                                                           |                                                           |

### Lieux et monuments
- L'église Saint-Sulpice a été construite au XIIIe siècle et remaniée au XVe siècle.
- Les vitraux de l'église Saint-Sulpice qu'on peut observer au niveau des collatéraux, du transept et du déambulatoire, sont un don de la famille Rousselot de Saint Ceran, propriétaire du Château de Prejeux sur plusieurs générations

### Héraldique
|  | Les armoiries de Langon-sur-Cher se blasonnent ainsi : Coupé ondé, au 1 d'azur à deux bouquets de trois épis de blé liés d'or en forme de fleurs de lys ; au 2 de gueules à une grappe de raisin pamprée et feuillée de deux pièces d'or ; à la burèle ondée d'argent brochant sur la partition. Création J.-P. Fernon adoptée par délibération municipale du 31 août 2011. |

## Personnalités liées à la commune
- Bernard Barberon, officier des Forces françaises libres et compagnon de la Libération, est inhumé dans le cimetière de la commune.
- La Famille Rousselot de Saint Ceran, longtemps propriétaire historique du Château de Préjeux sur la commune, dont Pierre Rousselot de Saint Ceran: engagé à 19 ans dans la Résistance, il participa à la Libération de Vendôme en août 1944. Militaire dans la Légion étrangère, officier au 1er régiment de cavalerie en Indochine et en Algérie. Il a été fait commandeur de la Légion d'honneur en 2013. Il est inhumé en 2017 dans le caveau familial du cimetière de Langon